# لؤي الشريف
لؤي الشريف (11 نوفمبر 1982م)،  هو كاتب، ومبرمج، ومُقدِّم برامج مصري منها برنامج فلمها وهو صَاحب فِكرته. وهو مُبرمج حاسوب.

## أعماله

### فلّمها
هو برنامج تعليمي هادف يُعرض على اليوتيوب، يقدمه لؤي الشريف، وبِحَسَب وصْف القائمين على البرنَامج، «فلِّمها هُو بَرنامج لِتعلِيم اللُّغة الإنجِليزية عبر وسِيلة ترفيهيَّة وهي الأفلام.»، مَا جَعَل لؤي يُفكِّر في هذه الطريقة من التعليم هو أنَّه اِستطاع تعلُّم اللغة الإنجليزية بالأفلام، أول حلقة لفلِّمها كانت في 18 يناير/كانون الثاني 2012؛ تبلغ مدة حلقات فلِّمها من دقيقتين إلى 14 دقيقة.

## وصلات خارجية
- الحساب الرسمي لبرنامج فلِّمها في اليوتيوب